# Rue de la Fontaine-du-Sault
La rue de la Fontaine-du-Sault est une voie de la commune française d'Antony dans les Hauts-de-Seine.

## Origine du nom

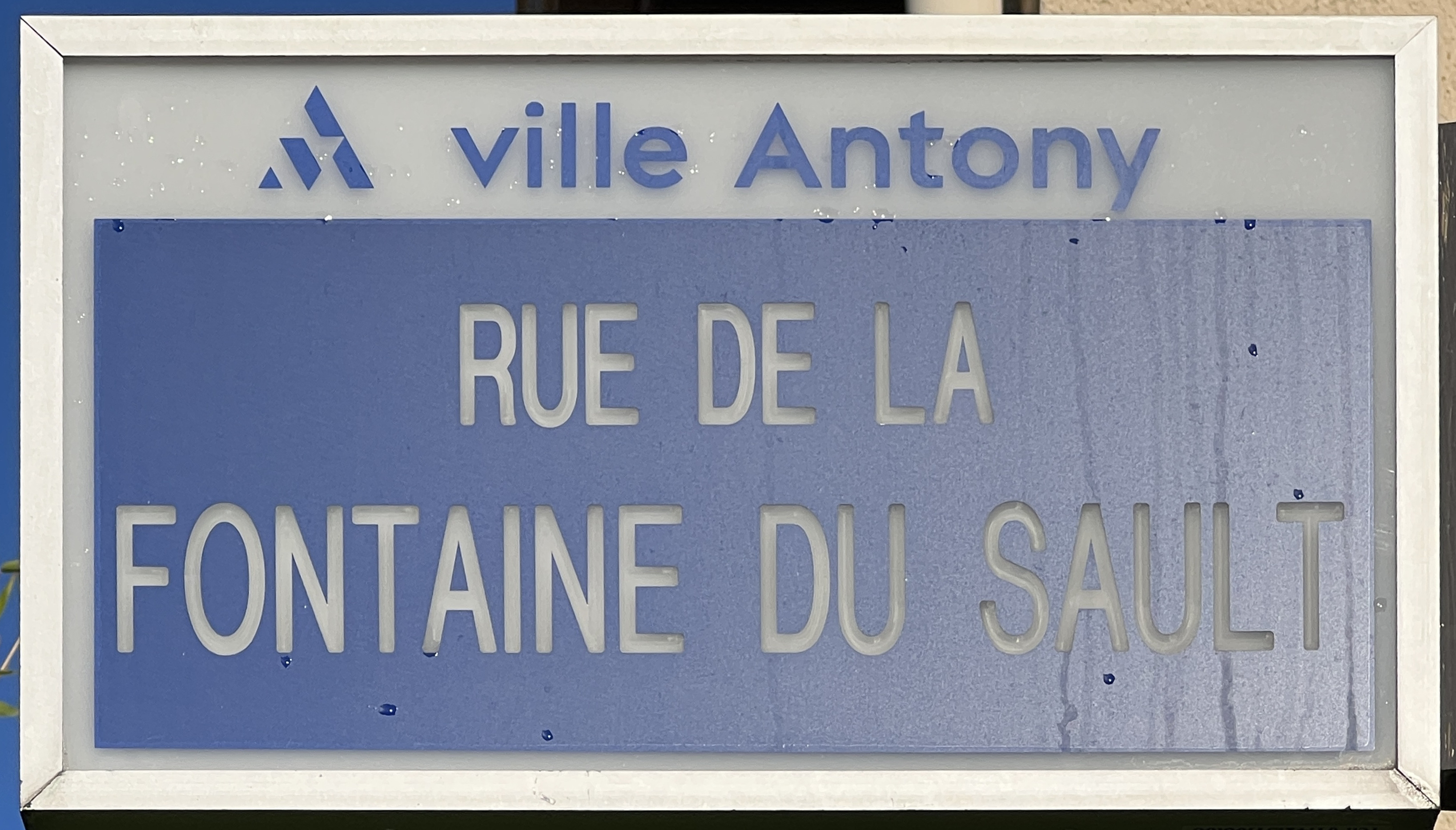
Plaque de la rue.

Cette rue tient son nom de la fontaine du Sault qui alimentait le ru des Godets. Un système d’adduction d’eau y fut construit en 1707 pour alimenter la Manufacture royale des cires. Elle fut détruite dans les années 1980.

## Pour approfondir